# Yves Allégret

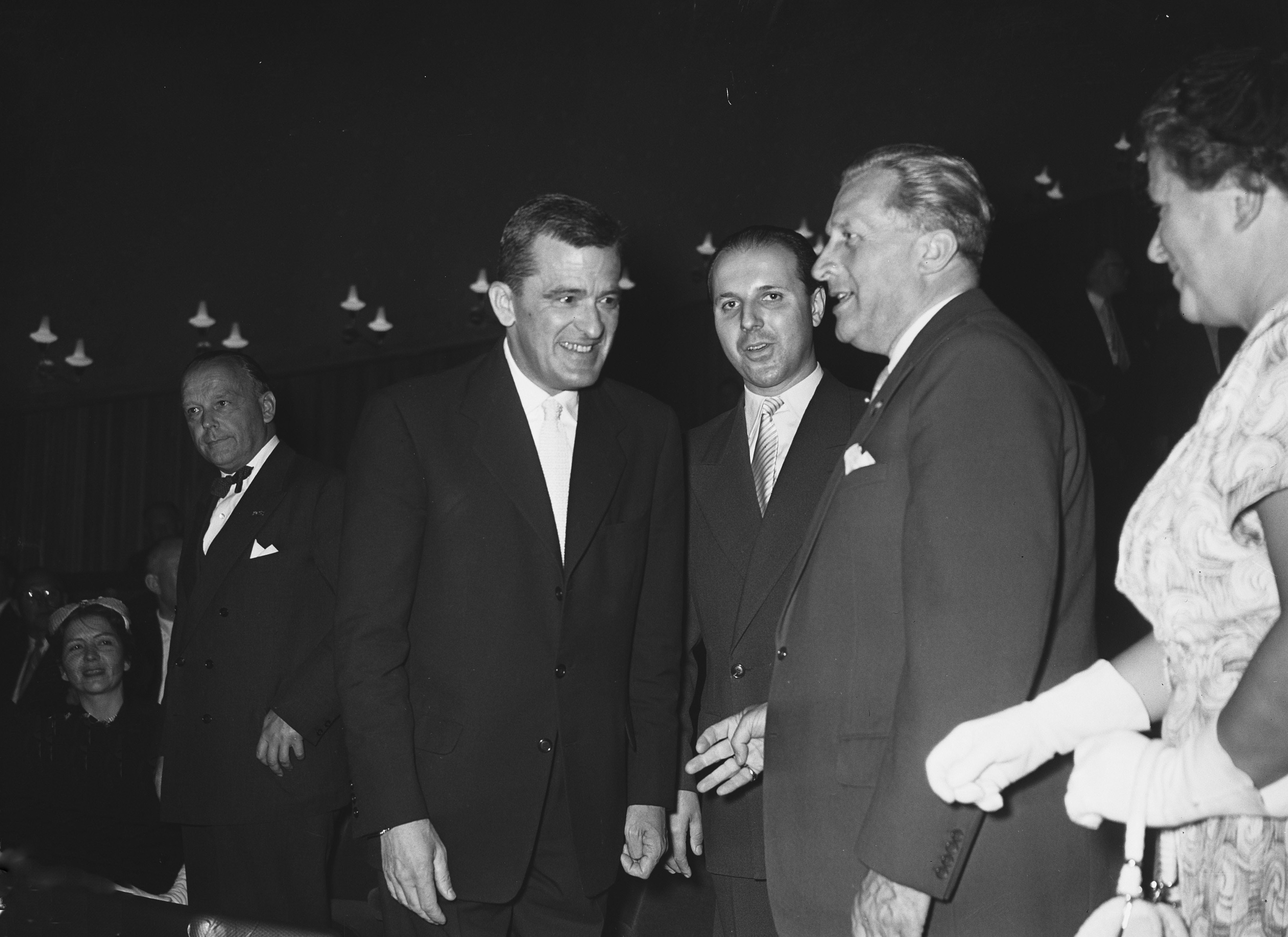
Filmweek Arnhem links Allégret 1955

Yves Edouard Allégret (* 13. Oktober 1905 in Asnières-sur-Seine; † 31. Januar 1987 in Jouars-Pontchartrain) war ein französischer Regisseur.

## Leben und Werk
Der jüngere Bruder des Filmemachers Marc Allégret begann 1930 als Regieassistent an der Seite seines Bruders und bekleidete dann verschiedene Positionen bei anderen Regisseuren, darunter Augusto Genina, Paul Fejos und Jean Renoir. Parallel dazu drehte er seine ersten Kurzfilme und war Teil der sogenannten Oktobergruppe, einer linken französischer Agitprop-Theatergruppe, zu der u. a. auch der Autor Jacques Prévert und der Schauspieler Jean-Louis Barrault zählten.
Anfang der 1930er Jahre reiste er mit einer Gruppe Trotzkisten nach Leningrad und Moskau und war zeitweise Sekretär des russischen Revolutionärs Leo Trotzki. In dieser Zeit entstand sein kapitalismuskritischer Kurzfilm Prix et profits ou la pomme de terre (1932). 1939 wurde er zum Militärdienst eingezogen, gelangte dann jedoch in den damals noch unbesetzten Teil Frankreichs, wo er 1940 seinen ersten Spielfilm Tobie est un ange drehen konnte. Das Negativ wurde bei einem Brand teilweise zerstört, so dass nur wenige Meter seines Debütfilms erhalten geblieben sind.
Nach dem Zweiten Weltkrieg machte er sich einen Namen mit Filmen wie Die Schenke zum Vollmond (1948) mit Simone Signoret, Die Hochmütigen (1953) mit Michèle Morgan und Germinal (1963). mit Jean Sorel. 1957 spielte Alain Delon seine erste Rolle in einem Kinofilm in Allégrets Die Killer lassen bitten.

### Privatleben
Yves Edouard Allégret kam als fünfter Sohn eines protestantischen Geistlichen und Missionars zur Welt.
Aus seiner 1929 mit Renée Naville (1909–2000) geschlossenen Ehe (Trauzeuge war der Schriftsteller André Gide) entstammte sein Sohn Gilles Allégret (1936–1955), der unter dem Namen Gilles Gallion am Anfang einer Schauspielkarriere stand, als er 1955 bei einem Autounfall ums Leben kam.
Nach der Scheidung im Jahr 1947 heiratete er 1948 die Schauspielerin Simone Signoret. Die gemeinsame Tochter Catherine Allégret (* 1946) ist ebenfalls Schauspielerin. Die Ehe mit Signoret wurde bereits 1951 wieder geschieden. Im selben Jahr heiratete er seine dritte und letzte Ehefrau  Michèle Cordoue (1920–1987), ebenfalls eine Schauspielerin, die in mehreren Filmen Allégrets spielte.
Yves Allégret starb im Alter von 81 Jahren nach einem Herzinfarkt.
1987 wurde ihm posthum der César für sein Lebenswerk verliehen.

## Filmografie
- 1940: Tobie est un ange
- 1943: Les deux timides
- 1945: La boîte aux rêves
- 1946: Les démons de l'aube
- 1948: Die Schenke zum Vollmond / Meine Frau die Sünderin (Dédée d’Anvers)
- 1949: Ein hübscher kleiner Strand (Une si jolie petite plage)
- 1949: Eine Frau im Sattel / Die Beichte ihres Lebens (Maneges)
- 1950: Einmal nur leuchtet die Liebe (Les miracles n’ont lieu qu’une fois)
- 1952: Nez de cuir
- 1952: Die junge Irre (La jeune folle)
- 1952: Die sieben Sünden (Les sept pêchés capitaux) – Regie der 3. Episode
- 1953: Die Hochmütigen (Les orgueilleux)
- 1954: Mamsell Nitouche (Mam’zelle Nitouche)
- 1954: Oase (Oasis)
- 1955: Der Staudamm (La meilleure part)
- 1957: Hinter blinden Scheiben / Hütet Euch, Mädchen! (Méfiez-vous, filettes!)
- 1957: Die Killer lassen bitten (Quand la femme s'en mêle)
- 1958: Das Mädchen aus Hamburg (La fille de Hambourg)
- 1959: Dem Teufel verschrieben (L’ambitieuse)
- 1958: Killer lassen bitten (Quand la demme s’en mêle)
- 1960: Junge, mach dein Testament (Chien de pique)
- 1962: Konga Yo
- 1963: Germinal
- 1967: Jonny Banco – Geliebter Taugenichts (Johnny Banco)
- 1970: Invasion (L'invasion)
- 1976: Orzowei – Weißer Sohn des kleinen Königs (Orzowei, il figlio della savana, Fernsehserie)
- 1976: Beiß nicht, man liebt dich (Mords pas, on t'aime)